# .km
.km je internetová národní doména nejvyššího řádu pro Komory (podle ISO 3166-2:KM).
Na samotném ostrově je minimální rozšíření internetu, zaregistrovaných domén je tedy poměrně málo.